# CAESAR
CAESAR (francouzsky CAmion Équipé d'un Système d'ARtillerie, nákladní vůz vybavený dělostřeleckým systémem) je kolová samohybná houfnice ráže 155 mm s délkou hlavně 52 ráží. Instalována může být na 6×6 podvozku Renault Sherpa 5/Arquus Armis, taktéž 6×6 podvozku Mercedes-Benz Unimog, nebo 8×8 podvozku Tatra 815-7. Palbu je možné vést běžnou municí přibližně na vzdálenost 32 km, v případě použití base-bleed munice až na 40 km. Speciální dělostřelecké granáty s pomocným raketovým pohonem pak umožňují dostřel až kolem 70 km.
Houfnice byla vyvinuta francouzskou státní zbrojovkou GIAT Industries (později Nexter Systems, nyní KNDS France) a prvním uživatelem se tak stala v roce 2003 francouzská armáda. Od té doby houfnici pořídilo dalších jedenáct států, mezi nimi i Česká republika. Houfnice byla opakovaně bojově nasazena v několika konfliktech. 
Od začátku ruské invaze na Ukrajinu výrazně stoupla poptávka po této houfnici, a výrobce tak postupně výrobu ztrojnásobil ze 2 ks měsíčně v roce 2022 na 6 ks měsíčně v roce 2024, přičemž vzhledem k poptávce a požadavku francouzského ministerstva obrany je v plánu dosáhnout do konce roku 2025 produkce 8 ks měsíčně.

## Vlastnosti
CAESAR je kolová samohybná 155mm houfnice. V závislosti na verzi podvozku může sama převážet 18 až 36 dělostřeleckých granátů. Její obsluhu tvoří 5 vojáků, v případě nouze stačí jen 3. Může vystřelovat jakoukoli standardizovanou 155mm munici NATO, včetně chytré munice. Mezi ni lze řadit například granát BONUS nesoucí dva kusy protitankové autonomně naváděné submunice, nebo GPS a inerciálně naváděný M982 Excalibur. Houfnice je vybavena systémem poloautomatického nabíjení, který umožňuje vést palbu kadencí 6 střel za minutu. Výrobce nabízí i plně automatický systém nabíjení.

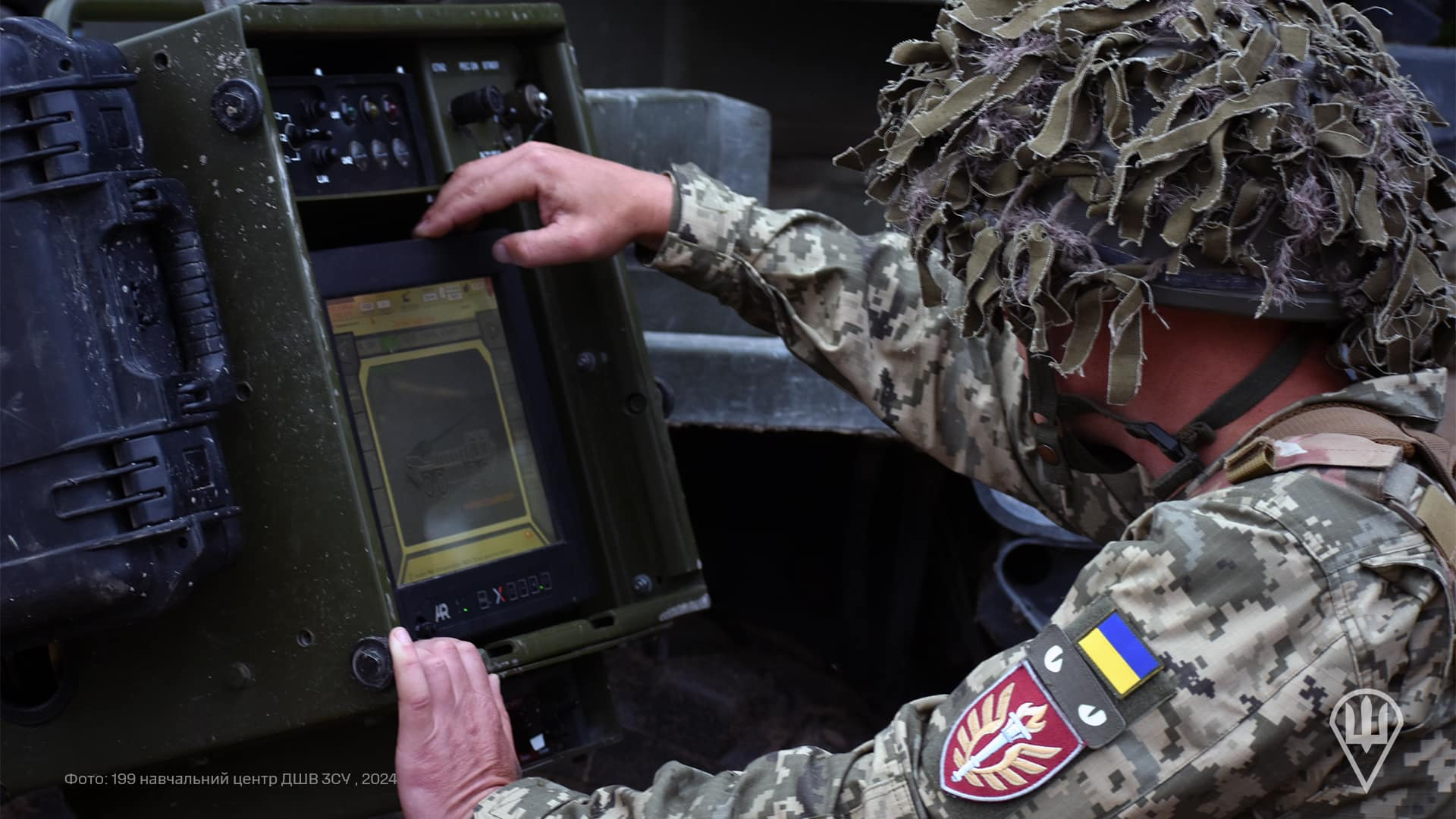
Ovládací prvky CAESARu 8×8 v ukrajinské službě

Houfnice je vybavena inerciálním navigačním systémem SAGEM Sigma 30 a balistickým počítačem propojitelným dle výrobce s jakýmkoliv systémem řízení palby. Plně integrován je systém ATLAS a pro českou verzi bude implementován AFCS ADLER III. Standardní součástí výbavy je u verze 8×8 úsťový radar, u verze 6×6 ho lze osadit na přání zákazníka. Verze 8×8 také disponuje termální kamerou pro přímou palbu až na vzdálenost 2 000 m.
Vysoká mobilita kolových podvozků v kombinaci se schopností autonomního působení dělá CAESAR vhodným pro realizaci taktiky shoot-and-scoot. Výrobce uvádí, že pro zaujetí palebné pozice stačí méně než 60 vteřin a k opuštění pozice jen 40 vteřin. Houfnice je od zaujetí palebné pozice schopna během 100 vteřin vypálit 6 střel na cíl a opustit palebné postavení, což minimalizuje riziko protibaterijní palby protivníka.
Houfnice je přepravitelná transportními letouny C-17, Il-76 nebo A400M, v případě menší 6×6 verze i letouny C-130 nebo vrtulníky CH-53.

## Varianty
CAESAR existuje ve třech hlavních verzích. Samotné dělo a tedy i kompatibilita s municí, dostřel a další související parametry jsou u všech variant stejné, verze se od sebe liší použitým podvozkem, kabinou, mírou pancéřování a dostupnou výbavou.

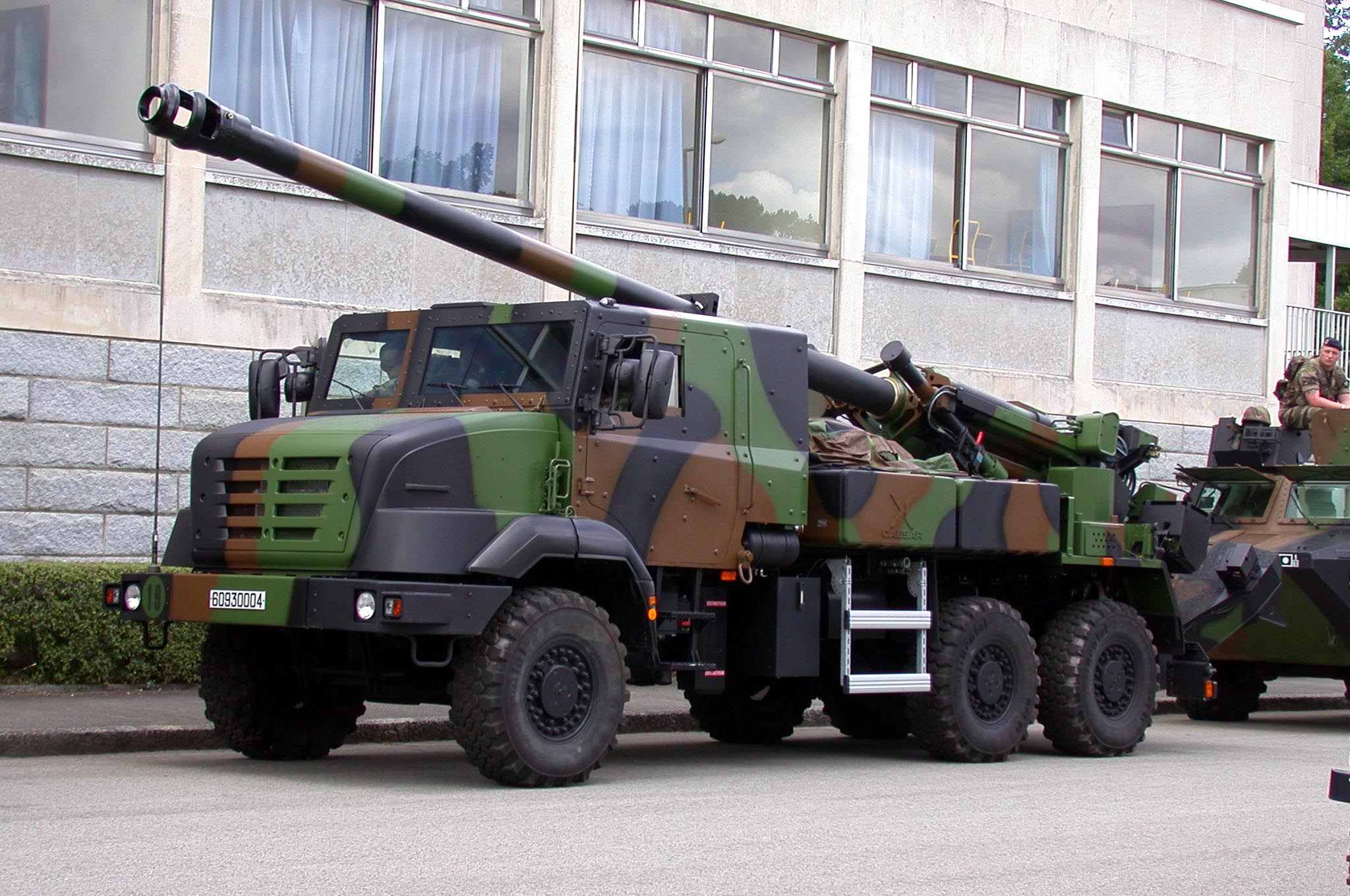
Caesar 6×6 (Mk I) ve francouzské službě

### CAESAR 6×6 (Mk I)
Původní verze houfnice vyvinutá v 90. letech a sériově vyráběná od roku 2004. Vyrábí se ve dvou variantách podvozků, Renault Sherpa 5 a Mercedes-Benz Unimog 437. Mezi uživatele verze na podvozku Renault patří Francie, Indonésie, Maroko, Thajsko a Ukrajina, v budoucnu se mezi ně zařadí i Estonsko a Arménie. Podvozek Unimog pak využívá Saúdská Arábie.

### CAESAR 8×8

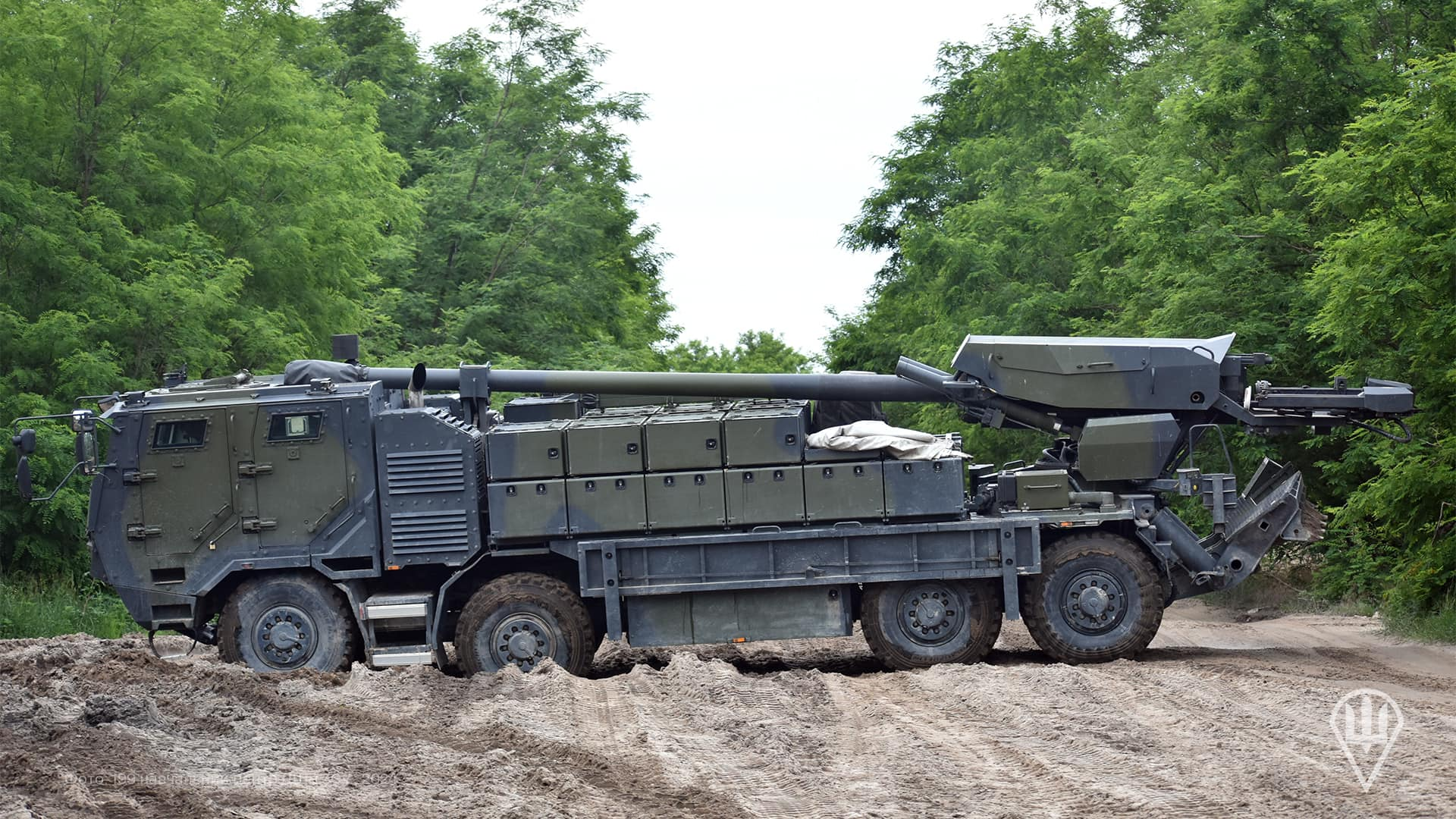
„Dánská“ varianta CAESARu 8×8 v ukrajinské službě

Verze představená v roce 2015 a poprvé objednaná Dánskem v roce 2017. Jako podvozek byla použita Tatra 815-7, což je součást širší spolupráce českého výrobce s francouzskou zbrojovkou – jiným společným projektem je Titus. Výhodou této varianty je lepší průchodnost terénem, vyšší stabilita, vyšší množství vezené munice a možnost integrace sekundárních zbraní a prostředků vlastní obrany. Zákazník také může zvolit pancéřování kabiny až do verze STANAG 4569 Level 3. Vzhledem k pozdější době produkce je celkově modernější i přístrojové vybavení, to však není vázáno na typ podvozku.

#### CAESAR 8×8 pro Armádu České republiky
Verzi CAESAR 8×8 objednala v roce 2020 Česká republika, v roce 2022 byla objednávka navýšena na celkových 62 ks. V březnu 2025 započaly ve Francii zkoušky prvního vyrobeného prototypu, zahájení vojskových zkoušek u AČR se očekává v létě 2025.
Česká verze bude vybavena německým systémem řízení palby AFCS ADLER III CZ propojeným s prostředky radiolokačního průzkumu. Součástí výbavy bude také zařízení k provádění dekontaminace a zbraňová stanice na střeše vozidla, osazená pravděpodobně kulometem FN MINIMI ráže 7,62 mm.

### CAESAR NG (Mk II)

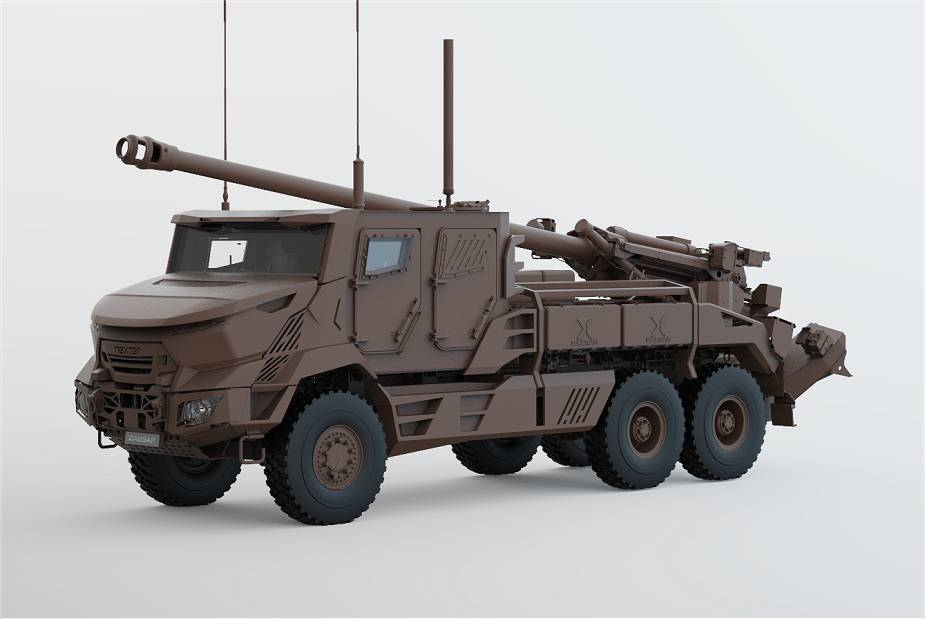
Model CAESAR NG

Verze vyvinutá v roce 2022 na objednávku francouzské vládní vyzbrojovací agentury DGA. Použit je podvozek Arquus (dříve Renault Trucks Defense) Armis 6×6 s 343kW motorem a pancéřovanou kabinou STANAG 4569 Level 2. Oproti původní 6×6 verzi je použit modernější komunikační systém CONTACT a volitelná rušička BARAGE od společnosti Thales, inerciální navigační systém Geonyx od společnosti Safran a dánský radar Weibel pro měření parametrů vypálených střel. Kabina je také připravena na instalaci francouzského systému řízení boje SCORPION.
Verzi CAESAR NG objednala v roce 2022 v počtu 28 ks Belgie a 18 ks pořídila Litva. V roce 2024 francouzská vyzbrojovací agentura DGA objednala 109 ks verze NG, které nahradí zbývající pásové AMX 30 AuF1 a postupně i všechny původní verze CAESAR 6×6 ve francouzské armádě. Agentura DGA následně tuto objednávku navýšila o dalších 12 ks pro Estonsko.

## Operační nasazení

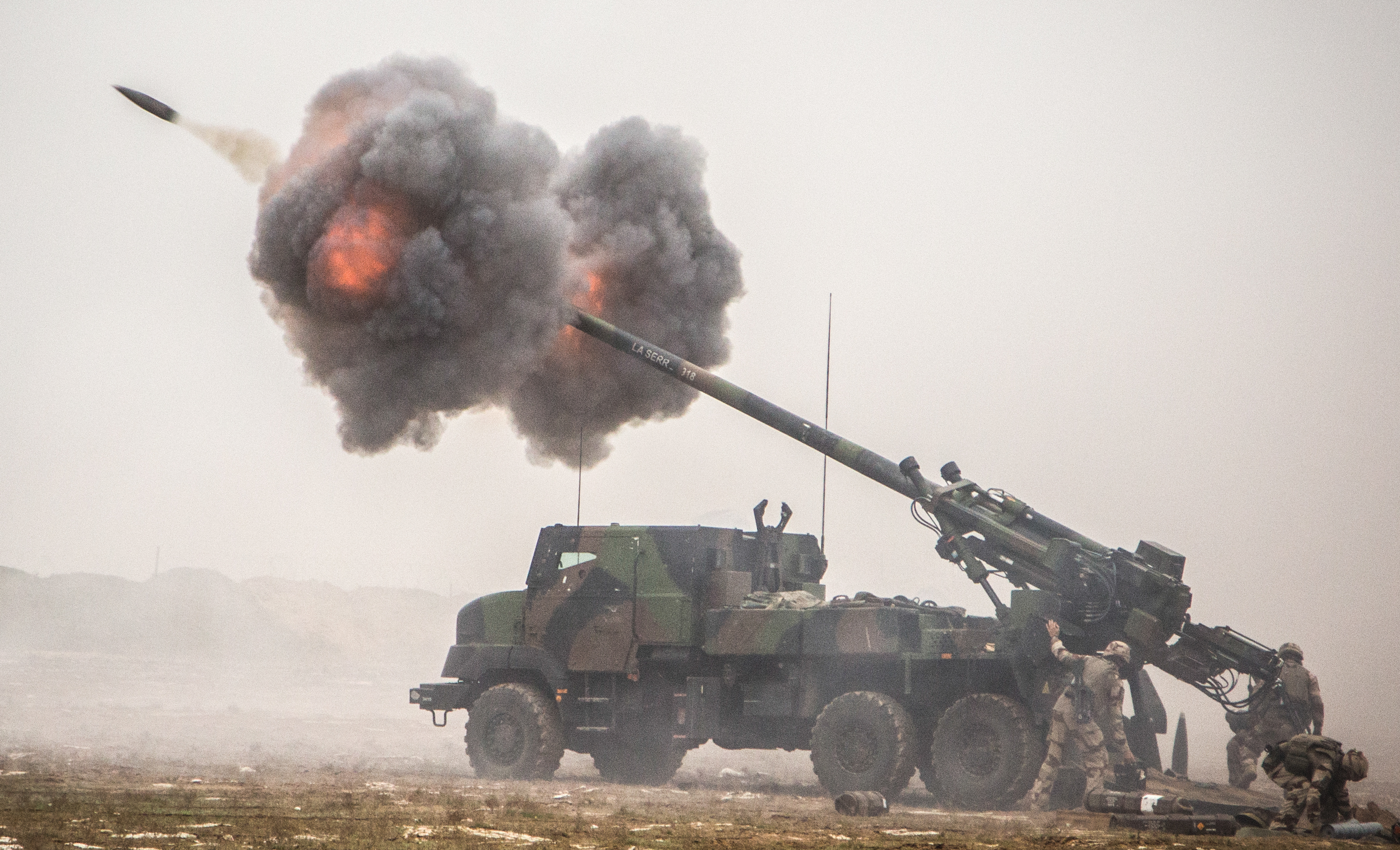
Francouzský CAESAR 6×6 během operací v Iráku, prosinec 2018

První bojové nasazení CAESARy zaznamenaly v roce 2009 v Afghánistánu, kde je francouzská armáda nasadila na podporu svých operací ze základen Tora, Tagab a Nijrab. V roce 2011 pak Francie nasadila houfnice CAESAR v Libanonu v rámci mírové mise OSN UNIFIL.
V roce 2011 mělo také údajně dojít k nasazení CAESARů Královskou thajskou armádou během pohraničních střetů s Kambodžou, přičemž dle thajských zdrojů mělo palbou dojít ke zničení nejméně 2 ks BM-21 Grad.

Od roku 2013 houfnice CAESAR podporovaly operace francouzské armády a jejích spojenců ve válce v Mali, a to jak během operace Serval, tak navazující operace Barkhane, jíž se účastnila i Armáda ČR.

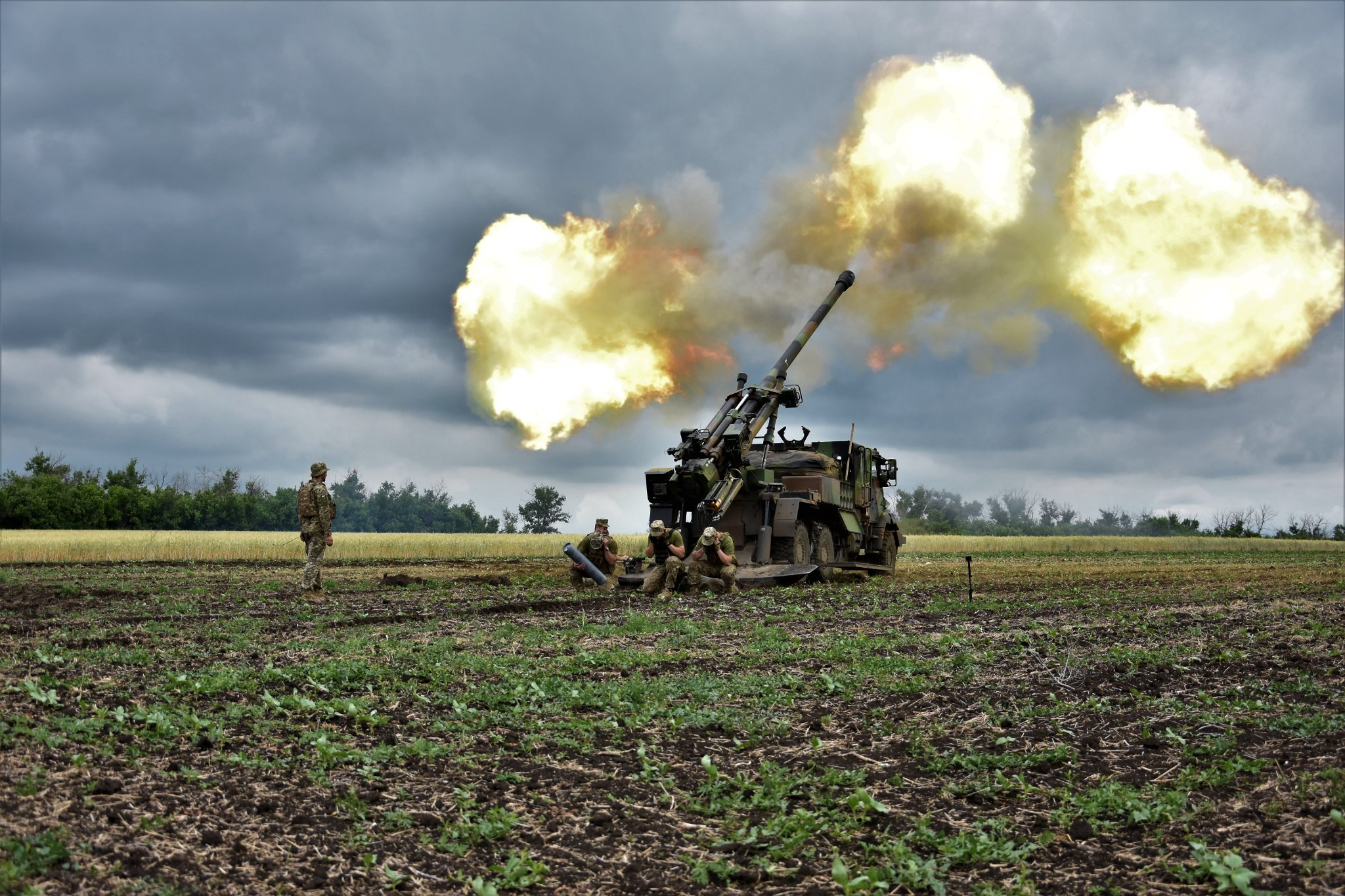
Vojáci ukrajinské 55. dělostřelecké brigády „Záporožská Sič“ pálí z CAESARu 6×6 na ruské pozice, srpen 2022

Významnou roli sehrály CAESARy i během bojů proti ISIS. Nejprve byly mezi lety 2016–2017 nasazeny v Iráku na podporu irácké armády během bitvy o Mosul. Mezi lety 2018–2019 pak francouzští dělostřelci z pohraniční irácké základny podporovaly operace Syrských demokratických sil proti ISIS, včetně vítězné bitvy o Baghúz, která se stala poslední významnou bitvou války proti Islámskému státu, neboť toto syrské město bylo posledním městem pod kontrolou islamistů.Jako hodnotné se CAESARy ukázaly zejména během period špatného počasí, kdy umožňovaly vést přesnou palbu i v době, kdy bylo složité provádět letecké údery.
V roce 2019 unikla zpravodajská zpráva, podle níž Saúdská Arábie nasadila CAESARy na podporu svých a spojeneckých sil během vojenské intervence v Jemenu.

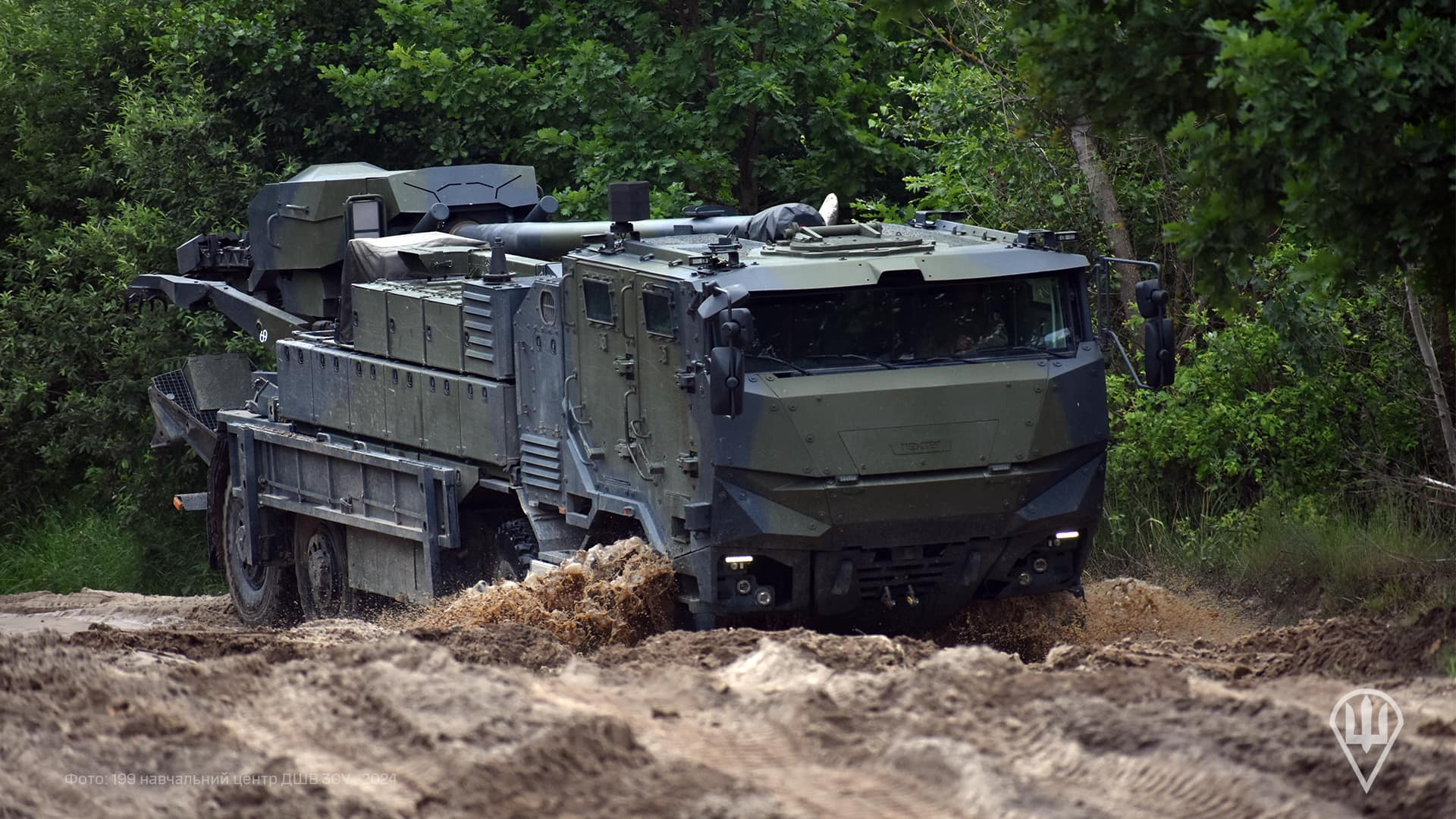
CAESAR 8×8 na podvozku Tatra 815-7 darovaný Ukrajině Dánskem, zachycený během cvičení 199. výcvikového centra Útočných výsadkových vojsk Ukrajiny, červen 2024

Zřejmě dosud největším bojovým nasazením CAESARů jsou operace ukrajinské armády proti invazním silám Ruska. Dodání prvních kusů bylo Emmanuelem Macronem oznámeno v dubnu 2022 a už následující měsíc byly zaznamenány v akci. Francie postupně Ukrajině v rámci vojenské asistence poskytla 36 ks varianty 6×6 (24 ks z vlastního arzenálu a 12 ks zakoupeno od výrobce) a Dánsko se v lednu 2023 rozhodlo Ukrajině darovat všech svých 19 ks objednaných (a v té době jen částečně dodaných) variant 8×8. V době oznámení předání ještě nebyly vyřešeny všechny technické problémy s touto variantou, samotnému předání tedy muselo předcházet jejich vyřešení výrobcem. To se zřejmě povedlo, neboť v červenci 2023 bylo poprvé zaznamenáno bojové nasazení varianty 8×8 na Ukrajině. V lednu 2024 Francie oznámila navýšení produkce děl CAESAR a záměr dodat Ukrajině dalších 78 ks v rámci mezinárodní koalice. Z tohoto počtu k únoru 2024 Ukrajina financuje 6 ks, Francie 12 ks a k financování zbylých 60 ks Francie vyzvala další země. CEO KNDS France v březnu 2025 oznámil, že do konce roku dosáhnou dodávky výrobce Ukrajině celkem 115 ks.
Vzhledem k tomu, že CAESARy byly jedním z prvních typů moderních 155mm děl dodaných Ukrajině, pomohly podle ukrajinského ministerstva obrany zvrátit vývoj úvodní fáze války. Ukrajina dosud dle volně dostupné obrazové dokumentace analyzované webem Oryx ztratila k dubnu 2025 v bojích osm kusů varianty 6×6 a jeden kus varianty 8×8, s tím že tři další kusy verze 6×6 byly poškozeny.

## Uživatelé
- Mapa uživatelů - tmavě modře jsou vyznačeni aktuální, tyrkysově budoucí, červeně minulí.  Francie – K březnu 2024 bude Francie provozovat 76 ks varianty 6×6. Prvních 5 strojů bylo objednáno v roce 2000, další objednávka 72 kusů následovala o čtyři roky později. K začátku roku 2022 měly ozbrojené síly Francie ve výzbroji celkem 76 vozidel (jedno bylo vyřazeno), postupně jich ale 24 ks poskytly Ukrajině jako pomoc k obraně proti ruské invazi.[30] Záhy však došlo k objednávce pokrývající tyto dary, do března 2024 by tak Francie opět měla disponovat původním počtem 76 ks původní verze 6×6.[15]  V únoru 2024 francouzská vyzbrojovací agentura DGA objednala 109 ks varianty CAESAR NG, dodávky mají proběhnout mezi roky 2026–2031.[17] Výrobce přitom potvrdil, že všech 109 ks budou novostavby,[17] což znamená že bylo upuštěno od původně zvažované varianty upgradu stávajících variant 6×6 na standard NG.[38][39] Vzhledem k tomu, že Francie plánuje provozovat dlouhodobě 109 ks samohybných houfnic, což plně pokryje tato objednávka, není jasné, jak bude naloženo se 76 ks verze 6×6. Nabízí se varianta dlouhodobé konzervace nebo dodání Ukrajině.[15]

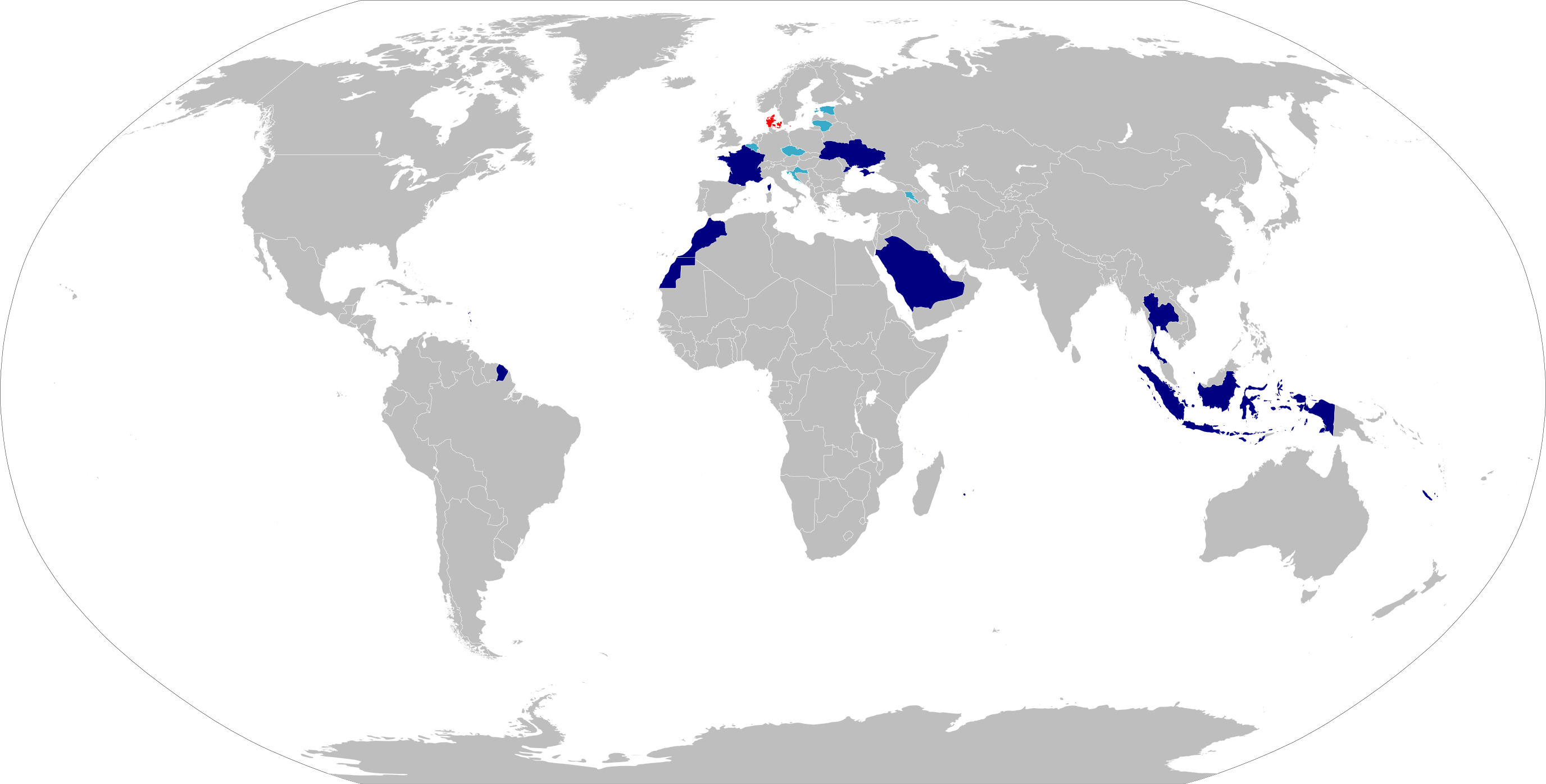
Mapa uživatelů - tmavě modře jsou vyznačeni aktuální, tyrkysově budoucí, červeně minulí.

- Thajsko – 6 ks varianty 6×6. Ve službě u RTA od roku 2010, na šasi Renault Sherpa 6x6.[40]

- Saúdská Arábie – minimálně 80 ks varianty 6×6. V letech 2006–2007 objednala Saúdská Arábie 80 houfnic na podvozku Unimog 437 6×6 pro Národní Gardu Saúdské Arábie, přičemž tato objednávka byla později potvrzena.[40] Později se ale objevily informace, že Saúdská Arábie učinila další objednávku na celkem až více než 200 vozidel ve variantách 6×6 i 8×8, přičemž dle některých zdrojů by mělo být do konce roku 2023 dodáno 129 ks.[41] Informace byly zveřejněny aktivistickou skupinou Disclose, která svá tvrzení dokládá satelitními snímky houfnic v přístavech a údajnými dokumenty zobrazujícími informace o zakázce. Důvodem pro tajení velké zakázky obsahující i jiné francouzské zbraně má být politická citlivost dodávek ze státní zbrojovky, vzhledem k očekávanému nasazení těchto zbraní v kontroverzní válce v Jemenu.[42]
- Indonésie – 55 ks varianty 6×6. Dodávky na základě dvou objednávek z let 2011 a 2017.
- Ukrajina – 60+ ks verze 6×6 a 18 ks verze 8×8. Jako francouzská vojenská pomoc dodáno do roku 2024 celkem 36 ks verze 6×6 (24 ks ze zásob francouzské armády a 12 ks nově vyrobených). Dánsko darovalo 19 ks verze 8×8 ze svého arzenálu.[43][44][45][46] V lednu 2024 francouzský ministr obrany oznámil, že v roce 2024 bude pro Ukrajinu vyrobeno dalších 78 ks varianty 6×6, přičemž 6 ks zaplatila přímo Ukrajina na financování dalších se podílela Francie, Dánsko a Belgie.[47][48][49][50] Dodávky pokračují i v roce 2025, šéf KNDS France v březnu oznámil, že do konce roku bude přímo od výrobce dodán již 115. kus CAESARu.[5] Dle nezávislého webu Oryx ztratila Ukrajina v bojích s ruskou armádou k lednu 2024 dle volně dostupné fotodokumentace nejméně osm kusů varianty 6×6 a jeden kus varianty 8×8, s tím že tři další kusy verze 6×6 byly poškozeny.[51]
- Maroko – 36 ks varianty 6×6. Na počátku roku 2020 Maroko objednalo 36 ks houfnic verze 6×6, přičemž dle reportu francouzského ministerstva obrany byly všechny dodány během roku 2022.[52][53]

### Budoucí uživatelé
- Česko – 62 ks verze 8×8. V roce 2020 bylo oznámeno, že Armáda ČR koupí 52 ks samohybných kolových houfnic CAESAR 8×8 na podvozcích Tatra 815-7.[54] V prosinci 2022 byla objednávka navýšena o dalších 10 ks na celkových 62 ks.[9] První 4 kusy budou vyrobeny ve Francii, zbylých 58 pak zkompletuje Czechoslovak Group (CSG), která dodá podvozky Tatra. Dodávky proběhnou mezi roky 2025 až 2026.[55] Testy prvního vyrobeného prototypu pro ČR započaly ve Francii v březnu 2025[10], zahájení vojskových zkoušek v ČR je plánováno na léto.[11] Dodávky munice pro české CAESARy zajistí STV GROUP.[56]
- Belgie – 28 ks verze NG. Belgické ministerstvo obrany v listopadu 2021 objednalo 9 houfnic ve verzi NG.[57][58] O rok později byla objednávka navýšena o dalších 19 ks.[59] Dodávky by měly proběhnout od roku 2027.
- Litva – 18 ks verze NG. V červnu 2022 oznámila litevská vláda nákup 18 ks houfnic CAESAR NG, kterými bude vybaven jeden prapor.[60] Dodávky měly proběhnout v roce 2027, v roce 2023 bylo ale bez dalších podrobností přislíbeno urychlení dodávek.[61]
- Estonsko – 12 ks verze NG. V červnu 2024 byla na Eurosatory 2024 podepsána smlouva s francouzskou vyzbrojovací agenturou DGA,[18] která pro Estonsko objedná u KNDS 12 ks houfnic, přičemž dodávky prvních 6 ks by měly proběhnout ještě v tomto roce.[62] Zbylé budou dodány do poloviny roku 2025.[63][64]
- Arménie – 36 ks verze 6×6 (Mk I). V červnu 2024 byla na Eurosatory 2024 za přítomnosti francouzského ministra obrany Sébastiena Lecorna a jeho arménského protějšku Surena Papikiana[65] podepsána smlouva s KNDS na dodávku 36 ks houfnic.[66] V době podepsání šlo o jeden z dosud největších projevů nové arménsko-francouzské vojenské spolupráce[67] a jako takový se stal předmětem ostré kritiky ze strany Ruska a Ázerbájdžánu.[68][69]

### Potenciální uživatelé
- Chorvatsko – 12 ks verze 6×6 (Mk I). V červnu 2024 byla na Eurosatory 2024 podepsána rámcová smlouva s francouzskou vyzbrojovací agenturou DGA, podle níž by agentura měla pro Chorvatsko u KNDS objednat 12 ks houfnic.[70][71] Aby k samotné objednávce došlo, musí ji ještě závazně potvrdit chorvatská strana.[72]
- Slovinsko – V červenci 2024 podepsalo Slovinsko nezávazné memorandum o záměru pořídit nespecifikovaný počet systémů CAESAR, a to v rámci společného nákupu zajišťovaného Francií.[73]
- Brazílie – Brazilská armáda poptává 36 samohybných houfnic a jedním z kandidátů je i CAESAR NG.[74] Dalšími nabízenými typy je projekt Artillery Gun Module od německého KMW odvozený z houfnice PzH 2000 a izraelský ATMOS 2000 od společnosti Elbit Systems. V dubnu 2024 zakázku oficiálně vyhrál ATMOS 2000 na podvozku Tatra T-815 6×6,[75][76] nicméně zakázka byla pozastavena z důvodu diplomatických sporů brazilské vlády s Izraelem ohledně války v Gaze a Libanonu.[77] V říjnu 2024 přinesla brazilská a francouzská média zprávu, že francouzský prezident Macron hodlá této situace využít a na summitu G20 v Rio de Janeiru osobně nabídnout brazilskému prezidentovi balíček francouzských zbraní, který má kromě 50 ks vrtulníků H-145, 24 ks víceúčelových stíhaček Rafale a jedné ponorky Scorpene obsahovat právě i 36 ks houfnic CAESAR.[78][79]
- Irák – V únoru 2022 hlavní velitel iráckých pozemních sil projevil zájem o blíže nespecifikovaný počet houfnic CAESAR na podvozku 6×6.[80] Irácké síly mají s houfnicí jisté zkušenosti z dob, kdy je v zemi používala francouzská armáda na podporu bojů proti Islámskému státu.
- Španělsko – V červenci 2022 se objevila informace o předběžném zájmu španělské armády o houfnice CAESAR, jde však jen o jeden ze zvažovaných typů.[45]
- Indie – Indie hodlá pořídit stovky samohybných houfnic, přičemž jedním z vážných kandidátů je již od roku 2014 CAESAR ve speciální variantě na indickém podvozku Ashok Leyland Stallion 6×6.[81][82] Velká část vozidel by případně měla být vyrobena lokálně v Indii v kooperaci s místními partnery.[83] Je nicméně nejisté, jak se tato zakázka bude pro zahraniční výrobce vyvíjet, v rámci programu Made In India jsou totiž preferováni domácí výrobci.[84][85]
- USA – Spojené státy dlouhodobě zvažují pořízení kolových samohybných houfnic. Podle některých zpráv měly americké ozbrojené složky hodnotit CAESARy po testech velmi pozitivně.[86] V současné době však probíhá přepracování dělostřelecké strategie US Army se zahrnutím lekcí z války na Ukrajině, a než bude tato strategie hotova, nebude o nákupu kolových houfnic rozhodnuto.[87]

### Bývalí uživatelé
- Dánsko – V roce 2017 objednáno 19 vozidel ve verzi 8×8 na podvozku Tatra. V lednu 2023 se Dánsko rozhodlo všech 19 houfnic darovat Ukrajině.[44] V době darování ještě Dánsko nepřevzalo všechny objednané kusy a i vzhledem k některým technickým problémům nikdy nebyl systém v dánské armádě plně zaveden. Jako náhrada byly později objednány izraelské systémy Elbit ATMOS 2000 a PULS, které byl výrobce schopen dodat v řádu měsíců.[88]

### Nerealizované zakázky
- Kolumbie – Podle informací, jež zveřejnil v květnu 2022 francouzský vládní server OPEX360, kolumbijská armáda zvažovala získání nejméně 4 samohybných houfnic CAESAR.[89] Počet byl později upřesněn na 12 ks.[90] Ačkoliv CAESAR 6×6 údajně preferovala kolumbijská armáda, dala v lednu 2023 vláda přednost nákupu 18 ks izraelského typu ATMOS 2000.[91] Důvodem měla být cena převyšující vyčleněné prostředky na akviziční projekt. Izraelský výrobce nabídl cenu asi o 12 milionů euro nižší.[92]
- Norsko – Norsko v rámci tendru na nové samohybné houfnice zvažovalo CAESAR, KMW PzH 2000, M109G a K9 Thunder.[93] V roce 2017 byly vybrány jihokorejské houfnice K9 Thunder.[94]
- Libanon – Libanonská armáda měla získat až 24 vozidel financovaných Saúdskou Arábií. Saúdská Arábie nicméně podporu libanonských ozbrojených sil ukončila kvůli vlivu Hizballáhu v zemi.[95]
- Spojené království – Britská armáda hodlá do roku 2030 pořídit 116 ks samohybných houfnic jako náhradu své samohybné houfnice AS90 z 90. let. Jedním z kandidátů byl právě i systém CAESAR 8×8.[96] V dubnu 2024 však byla uzavřena mezivládní dohoda s Německem o společném vývoji a výrobě nové samohybné houfnice v podobě věžového modulu RCH 155 od KNDS (odvozeném z PzH 2000) umístěném na kolovém podvozku obrněného vozidla Boxer.[97][98]